# Tithonia diversifolia
Tithonia diversifolia, denominada popularmente de margaridão ou girassol-mexicano, é uma erva arbustiva da família Asteraceae (tribo Heliantheae) que ocorre da América Central até as índias ocidentais. Tendo sido naturalizada nos trópicos, também foi introduzida no Brasil. É uma planta com uso medicinal, para adubo verde e até mesmo paisagístico. Além dos locais de cultivo, pode ser encontrada ao longo de rodovias e em terrenos baldios, podendo ser considerada planta invasora. Pode chegar até mais de 2 metros de altura, com grandes flores amarelas muito chamativas, que se destacam na paisagem.

## Usos
O margaridão tem sido utilizado como planta medicinal em alguns países, incluindo o Brasil, evidenciando-se suas ações anti-inflamatória, antimalárica e para o tratamento do diabetes, algumas delas comprovadas em estudos in vitro ou in vivo utilizando-se animais de laboratório. Embora esta planta possa ser promissora para um possível uso como fitoterápico, recentemente estudos toxicológicos em ratos revelaram que o uso oral e prolongado das folhas provocam lesões nos rins e no fígado.
Dentre os mais de 150 metabólitos secundários isolados de T. diversifolia destacam-se os flavonóides e as lactonas sesquiterpênicas. Estas últimas, em especial as tagitininas A, C e F, da classe dos heliangolidos, apresentam ações biológicas, incluindo anti-inflamatória, e propriedade fagoinibidora frente a larvas do lepidóptero Chlosyne lacinia, dentre outras.
O margaridão tem sido utilizado na agroecologia e em sistemas agroflorestais, principalmente na agricultura sintrópica. Geralmente é plantada por estaquia, com alto índice de sucesso. É uma planta de rápido crescimento e rebrota, fácil manejo e aceita muito bem podas sucessivas - várias vezes ao ano, mesmo porque se espalha com facilidade. Após a poda, a massa morta retirada serve de cobertura vegetal para o solo, contribuindo para o aumento da microbiota do solo e a disponibilização de nitrogênio, potássio, cálcio e magnésio para as plantas cultivadas. Sua concentração de nitrogênio é comparável ao esterco suino.
Por ter abundância de flores, atrai muitas abelhas e polinizadores, insetos que na agricultura são considerados benéficos por fortalecer os enxames e ser um controlador biológico de pragas.